# Васильевка 1-я (Воронежская область)
Васильевка 1-я — село в Верхнехавском районе Воронежской области России. Входит в состав Верхнехавского сельского поселения.

## География
Уличная сеть состоит из трёх географических объектов: ул. Грибоедова, ул. Кольцова, ул. Молодёжная.

## Население
| 1859 | 2000 | 2005 | 2010 |
| ---- | ---- | ---- | ---- |
| 490  | ↘471 | ↘405 | ↘337 |

## Инфраструктура
Личное подсобное хозяйство.

## Транспорт
Выезд по региональной трассе 20К-В19-0 на федеральную автотрассу Р-193.
остановочный пункт 41 километр.